# The Dead Talk Back
Pour plus de détails, voir Fiche technique et Distribution.
The Dead Talk Back est un film policier américain, réalisé par Merle S. Gould en 1957.
Ce film a connu un regain d'intérêt après avoir été diffusé dans un épisode de la série culte Mystery Science Theater 3000, lors de sa sixième saison, le 30 juin 1994.

## Synopsis
Henry Krasker est un scientifique qui a inventé un procédé capable de communiquer avec les esprits des personnes mortes. Son invention est utilisée dans l'espoir de résoudre un crime resté impuni…

## Fiche technique
- Titre : The Dead Talk Back
- Titre original : The Dead Talk Back
- Réalisation : Merle S. Gould
- Scénario : Merle S. Gould
- Musique : Van Phillips
- Production : Merle S. Gould, Headliner Productions
- Pays de production :  États-Unis
- Genre : Film policier, film à énigme
- Durée : 71 minutes

## Distribution
- Aldo Farnese (en) : Dr. Henry Krasker
- Scott Douglas : Lieutenant Lewis
- Laura Brock : Renee Coliveil
- Earl Sands : Harry
- Myron Natwick : Raymond Milburn
- Kyle Stanton : Christy Mattling

## Récompenses et distinctions

### Nominations
- Saturn Award 2006 :
  - Saturn Award de la meilleure collection DVD (au sein du coffret Mystery Science Theater 3000 Collection Vol. 7 & 8)